# Sara Serpa
Sara Serpa (Lisboa, 1979), é uma compositora, pianista e cantora de jazz portuguesa. Foi a primeira artista portuguesa a ser eleita como Rising Star pela revista de jazz Down Beat. 

## Biografia
Sara Serpa é natural de Lisboa, onde nasceu no dia 27 de Fevereiro de 1979.  Com 7 anos começa a aprender piano na Academia de Amadores de Música, segue-se o Conservatório Nacional de Lisboa, onde estuda não só piano como também canto.  Mais tarde, estuda pintura durante dois anos na Faculdade de Belas Artes de Lisboa que troca pelo ISPA, onde se licencia em Inserção e Reabilitação Social. 
Após conhecer a pianista Paula Sousa, inscreve-se nas aulas do Hot Clube de Portugual e começa a usar a voz como instrumento e a improvisar.  Em 2005, vai estudar na Berklee College of Music, em Boston, três anos depois, muda-se para Nova Iorque onde fica a residir. Lá estuda com Ed Tomassi, Dave Santoro, Dominique Eade, Mili Bermejo, entre outros. 
Ao longo da sua carreiro colaborou com diversos artistas, nomeadamente Osby, Ran Blake e John Zorn e foi a primeira portuguesa a actuar em Nova York na Village Vanguard. 

## Prémios e Reconhecimento
A revista de jazz Down Beat elegeu-a Rising Star-Female Vocalist em 2019. 

## Discografia Seleccionada
A sua discografia é composta por: 
- 2005 - Sara Serpa Quintet
- 2008 - Rosa-shock
- 2011 - Mobile
- 2014 - Sara Serpa & André Matos: Primavera
- 2016 - All the Dreams
- 2020 - Recognition: Music For A Silent Film
- 2021 - Intimate Strangers
- 2023 - Night Birds (álbum em parceria com André Matos)

## Ligações Externas
- Site Oficial | Sara Serpa